# 穆克鯧鰺
穆克鯧鰺（学名：Trachinotus mookalee），為輻鰭魚綱鱸形目鱸亞目鰺科鯧鰺屬下的一個種，分布於印度西太平洋海域，幼魚時期體呈菱形，隨年齡成長體呈橢圓形且側扁，額頭突起，吻圓鈍，背鰭及臀鰭軟條延長，尾鰭叉型，魚鰭為淡黃色，背鰭軟條尖端為黑色，體上半部為藍綠色，腹部銀白色，背鰭及臀鰭基部為淡黃色，體長可達90公分，體重可達8.1公斤，成魚棲息在沿海淺海域，可作為食用魚。